# 艾伦·杰克逊
艾伦·杰克逊（英語：Alan Jackson，1933年11月19日—1974年3月24日），英国男子自行车运动员。他曾代表英国参加1956年夏季奥林匹克运动会自行车比赛，获得一枚银牌和一枚铜牌。